# Terremoto del Cabo de San Vicente de 1356
El terremoto del Cabo de San Vicente de 1356 fue un seísmo de intensidad VIII en la escala de Mercalli que se produjo el 24 de agosto de 1356 al suroeste de cabo de San Vicente, y que se dejó sentir en la parte occidental de Andalucía y el sur de Portugal. Está considerado uno de los terremotos más importantes de la historia de España y del que quedaron registrados graves daños en la ciudad de Sevilla.

## Edificios afectadas en la ciudad de Sevilla
- Catedral de Sevilla
- Giralda
- Real Alcázar
- Iglesia de San Román
- Iglesia de San Miguel
- Iglesia de Santa Marina
- Iglesia de Omnium Sanctorum
- Iglesia de Santa Ana
- Iglesia de Santa Catalina